# Monti Maoke
I monti Maoke (Pegunungan Maoke in lingua indonesiana) sono una catena montuosa situata nella porzione occidentale dell'isola di Nuova Guinea, nella provincia indonesiana di Papua. La catena si estende per 692 km di lunghezza e conta numerose cime superiori ai 4400 m di altezza.
I monti Maoke costituiscono la parte occidentale della Cordigliera centrale che percorre l'intera isola da est ad ovest. Si è soliti dividerli in due diverse sezioni: ad ovest si trova la catena del Sudirman, nella quale si trova il Puncak Jaya (4884 m), massima elevazione dell'isola, mentre la porzione orientale assume il nome di Jayawijaya.

## Geografia
I monti Maoke sono parte del complesso sistema montuoso chiamato Cordigliera centrale; quest'ultima non è una singola catena ma un insieme alternato di gruppi montuosi e ampie valli e altipiani.
Il sistema montuoso si estende da est ad ovest, e, nonostante la vicinanza dell'equatore, al suo interno sono presenti tre aree glaciali, nei pressi delle cime del Puncak Jaya (4884 m), del Puncak Mandala (4640 m) e del Ngga Pilimsit (4717 m). Una quarta area glaciale, nei pressi della cima del Puncak Trinkora (4730 m) è scomparsa saltuariamente tra il 1939 e il 1962. In generale tutti i ghiacciai della catena sono in forte regressione.